# Silvério Cartafina Filho
Silvério Cartafina Filho (1927 — 12 de junho de 2019) foi prefeito de Uberaba de 1977 a 1983. Seu mandato foi prorrogado pois mais dois anos em razão de nova reforma constitucional. Uma característica importante de seu governo foi a criação de extensos conjuntos habitacionais.